# Capnophylla
Capnophylla är ett släkte av fjärilar. Capnophylla ingår i familjen Uraniidae.
Kladogram enligt Catalogue of Life:
| Capnophylla | \| \| Capnophylla albiceps \| \| \| \| \| \| Capnophylla semibrunnea \| \| \| \| |
|             | \| \| Capnophylla albiceps \| \| \| \| \| \| Capnophylla semibrunnea \| \| \| \| |
|             | Capnophylla albiceps                                                             |
|             |                                                                                  |
|             | Capnophylla semibrunnea                                                          |
|             |                                                                                  |